# Filmografia Looney Tunes și Merrie Melodies (1940–1949)
Filmografia Looney Tunes și Merrie Melodies (1940–1949)

## 1940– 40 de titluri
| Titlu                          | Titlu român              | Serie | Regizor                  | Personaje                            | Data realizării | Avalabilitate pe DVD | Avalabilitate pe Blu-ray | editat? | Note |
| ------------------------------ | ------------------------ | ----- | ------------------------ | ------------------------------------ | --------------- | --- | ------------------------ | ------- | --- |
| Porky's Last Stand             |                          | LT    | Bob Clampett             | Daffy, Porky                         | 1940-01-06      | |                          | Nu      | |
| The Early Worm Gets the Bird   |                          | MM    | Tex Avery                |                                      | 1940-01-13      | |                          | Da      | Acum în domeniul public |
| Africa Squeaks                 |                          | LT    | Bob Clampett             | Porky                                | 1940-01-27      | |                          | Nu      | |
| Mighty Hunters                 |                          | MM    | Chuck Jones              |                                      | 1940-01-27      | |                          | Da      | Bazat pe cărțile ilustrate din 1922-41 Good Housekeeping, Canyon Kiddies, de Jimmy Swinnerton                                                                                                  |
| Ali-Baba Bound                 |                          | LT    | Bob Clampett             | Porky                                | 1940-02-10      | |                          | Nu      | Acum în domeniul public |
| Busy Bakers                    |                          | MM    | Ben Hardaway Cal Dalton  |                                      | 1940-02-10      | |                          | Da      | |
| Elmer's Candid Camera          | Camera lui Elmer         | MM    | Chuck Jones              | Elmer, prototipul lui Bugs           | 1940-03-02      | LTGC Volume 1, Disc 3 and LTPC Volume 2, Disc 2 | Da                       | Nu      | - Prima apriție a lui Elmer Fudd - Ultima apariție a prototipul lui Bugs - Singurul desen cu Elmer și prototipul lui Bugs - Numerele romane pe cardul de titlu citesc MCMXXXX în loc de MCMXL. |
| Pilgrim Porky                  |                          | LT    | Bob Clampett             | Porky                                | 1940-03-16      | LTGC Volume 5, Disc 4 |                          | Nu      | |
| Cross-Country Detours          |                          | MM    | Tex Avery                |                                      | 1940-03-16      | |                          | Da      | |
| Confederate Honey              |                          | MM    | Friz Freleng             | Elmer                                | 1940-03-30      | |                          | Nu      | |
| Slap-Happy Pappy               |                          | LT    | Bob Clampett             | Porky                                | 1940-04-13      | |                          | Nu      | |
| The Bear's Tale                | Povestea unui urs        | MM    | Tex Avery                |                                      | 1940-04-13      | LTGC Volume 5, Disc 2 |                          | Da      | Titlurile originale restaurate pe DVD DVD |
| The Hardship of Miles Standish |                          | MM    | Friz Freleng             | Elmer                                | 1940-04-27      | |                          | Da      | |
| Porky's Poor Fish              |                          | LT    | Bob Clampett             | Porky                                | 1940-04-27      | LTGC Volume 4, Disc 4 |                          | Nu      | |
| Sniffles Takes a Trip          | Mirosilă la plimbare     | MM    | Chuck Jones              | Mirosilă                             | 1940-05-11      | LTGC Volume 6, Disc 1 (special feature) and Looney Tunes Mouse Chronicles: The Chuck Jones Collection                                                         | Da                       | Da      | |
| You Ought to Be in Pictures    | Ar trebui să fi în filme | LT    | Friz Freleng             | Daffy, Porky                         | 1940-05-18      | LTGC Volume 2, Disc 4 and LTPC Volume 2, Disc 1 | Da                       | Nu      | - Unul din cele 3 desene animate/în acțiune reală |
| A Gander at Mother Goose       | Un gâscan la mama gâscă  | MM    | Tex Avery                |                                      | 1940-05-25      | LTGC Volume 5, Disc 2 |                          | Nu      | Numerele romane pa cardul de titlu citesc MCMXXXX în loc de MCMXL |
| The Chewin' Bruin              |                          | LT    | Bob Clampett             | Porky                                | 1940-06-08      | |                          | Nu      | |
| Tom Thumb in Trouble           |                          | MM    | Chuck Jones              |                                      | 1940-06-08      | LTGC Volume 5, Disc 2 |                          | Da      | |
| Circus Today                   |                          | MM    | Tex Avery                |                                      | 1940-06-22      | |                          | Da      | |
| Porky's Baseball Broadcast     |                          | LT    | Friz Freleng             | Porky                                | 1940-07-06      | Realizarea pe DVD a lui Knute Rockne, All American |                          | Nu      | |
| Little Blabbermouse            |                          | MM    | Friz Freleng             | Little Blabbermouse                  | 1940-07-06      | |                          | Da      | |
| The Egg Collector              | Colecționarul de ouă     | MM    | Chuck Jones              | Mirosilă                             | 1940-07-20      | Looney Tunes Mouse Chronicles: The Chuck Jones Collection | Da                       | Da      | |
| A Wild Hare                    | Iepurele sălbatic        | MM    | Tex Avery                | Bugs, Elmer                          | 1940-07-27      | Academy Awards Animation Collection. LTGC Volume 3, Disc 2, original reel in "What's Up, Doc?" documentary, The Essential Bugs Bunny și LTPC Volume 2, Disc 1 | Da                       | Da      | Prima apariție a lui Bugs Bunny Prima împerechere cu Bugs Bunny și Elmer Fudd Editat ca The Wild Hare Titlurile originale restaurate pe DVD                                                    |
| Ghost Wanted                   |                          | MM    | Chuck Jones              |                                      | 1940-08-10      | |                          | Nu      | |
| Patient Porky                  |                          | LT    | Bob Clampett             | Bugs (cameo), Porky                  | 1940-08-24      | LTGC Volume 5, Disc 3 |                          | Nu      | |
| Ceiling Hero                   |                          | MM    | Tex Avery                |                                      | 1940-08-24      | |                          | Nu      | Ultima oară când cercurile Merrie Melodies sunt albastre și roșii pe un fundal negru. |
| Malibu Beach Party             |                          | MM    | Friz Freleng             |                                      | 1940-09-14      | |                          | Nu      | Prima oară când cercurile Merrie Melodies sunt roșii și galbene. |
| Calling Dr. Porky              |                          | LT    | Friz Freleng             | Porky                                | 1940-09-21      | |                          | Nu      | |
| Stage Fright                   |                          | MM    | Chuck Jones              | Câinii curioși,prototipul lui Henery | 1940-09-28      | Realizarea pe DVD a lui City for Conquest |                          | Da      | Prima apariție a prototipului lui Henery Hawk |
| Prehistoric Porky              |                          | LT    | Bob Clampett             | Porky                                | 1940-10-12      | LTGC Volume 5, Disc 3 |                          | Nu      | |
| Holiday Highlights             |                          | MM    | Tex Avery                |                                      | 1940-10-12      | Realizarea pe DVD a lui Bugs Bunny's Cupid Capers |                          | Nu      | |
| Good Night, Elmer              | Noapte bună, Elmer       | MM    | Chuck Jones              | Elmer                                | 1940-10-26      | |                          | Nu      | |
| The Sour Puss                  |                          | LT    | Bob Clampett             | Porky                                | 1940-11-02      | LTGC Volume 4, Disc 4 |                          | Nu      | |
| Wacky Wildlife                 |                          | MM    | Tex Avery                |                                      | 1940-11-09      | |                          | Da      | |
| Bedtime for Sniffles           | Noapte bună, Mirosilă    | MM    | Chuck Jones              | Mirosilă                             | 1940-11-23      | Looney Tunes Mouse Chronicles: The Chuck Jones Collection | Da                       | Da      | |
| Porky's Hired Hand             |                          | LT    | Friz Freleng             | Porky                                | 1940-11-30      | |                          | Nu      | |
| Of Fox and Hounds              | Vulpea și câinii         | MM    | Tex Avery                | Willoughby                           | 1940-12-07      | |                          | Da      | Prima apariție a lui Willoughby |
| The Timid Toreador             |                          | LT    | Bob Clampett Norm McCabe | Porky                                | 1940-12-21      | |                          | Da      | |
| Shop, Look and Listen          |                          | MM    | Friz Freleng             | Little Blabbermouse                  | 1940-12-21      | |                          | Nu      | |

## 1941– 41 de titluri
| Elmer's Pet Rabbit        | Iepurașul lui Elmer                       | MM | Chuck Jones              | Bugs, Elmer              | 1941-01-04 |                                                                                  |     | Nu | - Prima folosire a numelui lui Bugs Bunny - Numerele romane pe scena de titlu citesc MCMXL în loc de MCMXLI.                                                   |  |  |
| Porky's Snooze Reel       |                                           | LT | Bob Clampett Norm McCabe | Porky                    | 1941-01-11 |                                                                                  |     | Nu | |  |  |
| Fighting 69th ½, The      |                                           | MM | Friz Freleng             |                          | 1941-01-18 | LTGC Volume 6, Disc 2 (vizualizare specială)                                     |     | Da | |  |  |
| Sniffles Bells the Cat    | Sniffles bune clopoțelul la gâtul pisicii | MM | Chuck Jones              | Sniffles                 | 1941-02-01 | Looney Tunes Mouse Chronicles: The Chuck Jones Collection                        | Da  | Da | |  |  |
| Crackpot Quail, The       | Prepelița trăznită                        | MM | Tex Avery                | Willoughby               | 1941-02-15 |                                                                                  |     | Nu | |  |  |
| Haunted Mouse, The        |                                           | LT | Tex Avery                |                          | 1941-02-15 |                                                                                  |     | No | Primul Looney Tunes one-shot; Primul desen scris de Michael Maltese                                                                                            |  |  |
| Cat's Tale, The           | Povestea unei mâțe                        | MM | Friz Freleng             |                          | 1941-03-01 |                                                                                  |     | Da | |  |  |
| Joe Glow, the Firefly     |                                           | LT | Chuck Jones              |                          | 1941-03-08 |                                                                                  |     | Nu | - Singurul desen cu muzica "Merry-Go-Round Broke Down" re-orchestrată.                                                                                         |  |  |
| Tortoise Beats Hare       | Țestoasa învinge iepurele                 | MM | Tex Avery                | Bugs, Cecil              | 1941-03-15 | LTGC Volume 2, Disc 1, LTSS Bugs Bunny:Wascally Wabbit, și LTPC Volume 2, Disc 2 | Yes | No | Prima apariție a Țestoasei Cecil |  |  |
| Goofy Groceries           |                                           | MM | Bob Clampett             |                          | 1941-03-29 | LTGC Volume 3, Disc 2                                                            |     | Da | |  |  |
| Porky's Bear Facts        |                                           | LT | Friz Freleng             | Porky                    | 1941-03-29 |                                                                                  |     | Da | |  |  |
| Toy Trouble               |                                           | MM | Chuck Jones              | Mirosilă                 | 1941-04-12 | Looney Tunes Mouse Chronicles: The Chuck Jones Collection                        | Da  | Da | |  |  |
| Porky's Preview           |                                           | LT | Tex Avery                | Porky                    | 1941-04-19 | LTGC Volume 5, Disc 4                                                            |     | Nu | |  |  |
| Trial of Mister Wolf, The | Procesul domnului Lup                     | MM | Friz Freleng             |                          | 1941-04-26 | LTGC Volume 5, Disc 2                                                            |     | Da | Titlurile originale restaurate pe DVD |  |  |
| Farm Frolics              | Zbenguieli la fermă                       | MM | Bob Clampett             |                          | 1941-05-10 | LTGC Volume 5, Disc 3                                                            |     | Da | |  |  |
| Porky's Ant               |                                           | LT | Chuck Jones              | Porky                    | 1941-05-10 |                                                                                  |     | Nu | |  |  |
| Hollywood Steps Out       |                                           | MM | Tex Avery                |                          | 1941-05-24 | LTGC Volume 2, Disc 4 and LTPC Volume 2, Disc 2                                  | Da  | Da | |  |  |
| Coy Decoy, A              |                                           | LT | Bob Clampett             | Daffy, Porky             | 1941-06-07 |                                                                                  |     | Nu | |  |  |
| Hiawatha's Rabbit Hunt    | Vânătoarea de iepuri din Hiawatha         | MM | Friz Freleng             | Bugs                     | 1941-06-07 | Academy Awards Animation Collection                                              |     | Da | - Titlurile originale restaurate de Turner Entertainment Co.(TV) și pe Academy Awards Animation Collection(realizarea pe DVD). - Văzut foarte rar la televizor |  |  |
| Porky's Prize Pony        |                                           | LT | Chuck Jones              | Porky                    | 1941-06-21 |                                                                                  |     | Nu | |  |  |
| Wacky Worm, The           |                                           | MM | Friz Freleng             |                          | 1941-06-21 |                                                                                  |     | Da | |  |  |
| Meet John Doughboy        |                                           | LT | Bob Clampett             | Porky                    | 1941-07-05 | LTGC Volume 6, Disc 2                                                            |     | Nu | |  |  |
| Heckling Hare, The        | Iepurele interpelar                       | MM | Tex Avery                | Bugs, Willoughby         | 1941-07-05 | LTGC Volume 2, Disc 1                                                            |     | Nu | Ultimul desen regizat de Tex Avery(în termeniii ordinei de producție)                                                                                          |  |  |
| Inki and the Lion         |                                           | MM | Chuck Jones              | Inki                     | 1941-07-19 |                                                                                  |     | Da | |  |  |
| Aviation Vacation         |                                           | MM | Tex Avery                |                          | 1941-08-02 |                                                                                  |     | Nu | |  |  |
| We, the Animals Squeak!   |                                           | LT | Bob Clampett             | Porky                    | 1941-08-09 |                                                                                  |     | Nu | |  |  |
| Sport Chumpions           |                                           | MM | Friz Freleng             |                          | 1941-08-16 |                                                                                  |     | Nu | |  |  |
| Snowtime for Comedy       |                                           | MM | Chuck Jones              | Two Curious Puppies      | 1941-08-30 |                                                                                  |     | Da | |  |  |
| Henpecked Duck, The       |                                           | LT | Bob Clampett             | Daffy, Porky             | 1941-08-30 |                                                                                  |     | Nu | |  |  |
| All This and Rabbit Stew  |                                           | MM | Tex Avery                | Bugs                     | 1941-09-20 |                                                                                  |     | Nu | Ultimul desen regizat de Tex Avery(în termenii orideni de realizare) Unul dintre desenele cenzurate                                                            |  |  |
| Notes to You              |                                           | LT | Friz Freleng             | Porky,prototip-Sylvester | 1941-09-20 |                                                                                  |     | Nu | Prima apariție a prototipului lui Sylvester |  |  |
| Brave Little Bat, The     | Liliacul cel curajos                      | MM | Chuck Jones              | Sniffles                 | 1941-09-27 | Looney Tunes Mouse Chronicles: The Chuck Jones Collection                        | Da  | Da | |  |  |
| Bug Parade, The           |                                           | MM | Tex Avery Bob Clampett   |                          | 1941-10-11 |                                                                                  |     | Da | Început de Tex Avery și terminat de Bob Clampett |  |  |
| Robinson Crusoe Jr.       |                                           | LT | Norm McCabe              | Porky                    | 1941-10-25 |                                                                                  |     | Nu | |  |  |
| Rookie Revue              |                                           | MM | Friz Freleng             |                          | 1941-10-25 | LTGC Volume 6, Disc 2                                                            |     | Nu | |  |  |
| Saddle Silly              |                                           | MM | Chuck Jones              |                          | 1941-11-08 |                                                                                  |     | Nu | |  |  |
| Porky's Midnight Matinee  |                                           | LT | Chuck Jones              | Porky                    | 1941-11-22 |                                                                                  |     | Nu | |  |  |
| Cagey Canary, The         | Canarul din colivie                       | MM | Tex Avery Bob Clampett   |                          | 1941-11-22 |                                                                                  |     | Da | Început de Tex Avery și terminat de Bob Clampett |  |  |
| Rhapsody in Rivets        |                                           | MM | Friz Freleng             |                          | 1941-12-06 | Academy Awards Animation Collection                                              |     | Da | |  |  |
| Wabbit Twouble            | Iepurele năzdrăvan                        | MM | Bob Clampett             | Bugs, Elmer              | 1941-12-20 | LTGC Volume 1, Disc 1 and LTPC Volume 2, Disc 2                                  | Da  | Nu | Prima oară când Elmer este gras. |  |  |
| Porky's Pooch             |                                           | LT | Bob Clampett             | Porky                    | 1941-12-27 | LTGC Volume 5, Disc 3                                                            |     | Nu | |  |  |

## 1942– 39 de titluri
Anul acesta marchează începrea producției desenelor Looney Tunes în color. Pentru anul acesta și următorul, cele mai multe încă vor fi în alb-negru. De asemenea Looney Tunes adaptează titlurile la fel ca Merrie Melodies, deobicei cu cercuri mai groase.
| Titlu                          | Titlu român                   | Serie | Regizor                | Personaje                                      | Data realizării | Avalabilitate pe DVD                            | Avalabilitate pe Blu-ray | editat? | Note |
| ------------------------------ | ----------------------------- | ----- | ---------------------- | ---------------------------------------------- | --------------- | ----------------------------------------------- | ------------------------ | ------- | --- |
| Hop, Skip, and a Chump         |                               | MM    | Friz Freleng           |                                                | 1942-01-03      |                                                 |                          | Da      | |
| Porky's Pastry Pirates         |                               | LT    | Friz Freleng           | Porky                                          | 1942-01-17      |                                                 |                          | Nu      | |
| Bird Came C.O.D., The          |                               | MM    | Chuck Jones            | Conrad, proto Henery                           | 1942-01-17      |                                                 |                          | Nu      | Prima apariție a pisicii Conrad. Ultima apariție a prototipului lui Henery Hawk |
| Aloha Hooey                    |                               | MM    | Tex Avery Bob Clampett |                                                | 1942-01-31      |                                                 |                          | Nu      | Început de Tex Avery și terminat de Bob Clampett |
| Who's Who in the Zoo           |                               | LT    | Norm McCabe            | Porky                                          | 1942-02-14      |                                                 |                          | Nu      | |
| Porky's Cafe                   |                               | LT    | Chuck Jones            | Porky, Conrad                                  | 1942-02-21      |                                                 |                          | Nu      | |
| Conrad the Sailor              | Conrad marinarul              | MM    | Chuck Jones            | Conrad,Daffy                                   | 1942-02-28      | LTGC Volume 4, Disc 4                           |                          | Nu      | |
| Crazy Cruise                   |                               | MM    | Tex Avery Bob Clampett |                                                | 1942-03-14      | LTGC Volume 5, Disc 3                           |                          | Nu      | Început de Tex Avery și terminat de Bob Clampett |
| Wabbit Who Came to Supper, The | Iepurele care a venit la cină | MM    | Friz Freleng           | Bugs, Elmer                                    | 1942-03-28      | LTGC Volume 3, Disc 1                           |                          | Nu      | Îl are pe grasul Elmer |
| Horton Hatches the Egg         | Horton clocește un ou         | MM    | Bob Clampett           |                                                | 1942-04-11      | LTGC Volume 6, Disc 4                           |                          | Da      | Bazat pe cartea lui Dr. Seuss cu același nume |
| Saps in Chaps                  |                               | LT    | Friz Freleng           |                                                | 1942-04-11      |                                                 |                          | Nu      | |
| Dog Tired                      | Câinele obosit                | MM    | Chuck Jones            | Doi câini curioși                              | 1942-04-25      |                                                 |                          | Da      | Ultima apariție a celor doi câini curioși |
| Daffy's Southern Exposure      |                               | LT    | Norm McCabe            | Daffy                                          | 1942-05-02      |                                                 |                          | Nu      | |
| Wacky Wabbit, The              | Iepurele trăznit              | MM    | Bob Clampett           | Bugs, Elmer                                    | 1942-05-02      | LTGC Volume 5, Disc 3                           |                          | Nu      | Îl are pe grasul Elmer |
| Draft Horse, The               | Calul redactat                | MM    | Chuck Jones            |                                                | 1942-05-09      | LTGC Volume 6, Disc 2                           |                          | Nu      | |
| Lights Fantastic               |                               | MM    | Friz Freleng           |                                                | 1942-05-23      | LTGC Volume 6, Disc 4                           |                          | Nu      | |
| Nutty News                     |                               | LT    | Bob Clampett           |                                                | 1942-05-23      |                                                 |                          | No      | Are în distribuție vocea lui Elmer Fudd (dar nu apare pe ecran). Singura apariție a lui Willoughby în alb-negru(cameo)                                                                                  |
| Hobby Horse Laffs              |                               | LT    | Norm McCabe            |                                                | 1942-06-06      |                                                 |                          | Nu      | |
| Hold the Lion, Please          | Lăsați leul, vă rog!          | MM    | Chuck Jones            | Bugs                                           | 1942-06-13      |                                                 |                          | Nu      | |
| Double Chaser                  | Cursă dublă                   | MM    | Friz Freleng           | proto-Sylvester, Hector                        | 1942-06-27      |                                                 |                          | Da      | Prima apariție a prototipului lui Hector |
| Gopher Goofy                   |                               | LT    | Norm McCabe            |                                                | 1942-06-27      |                                                 |                          | Nu      | |
| Bugs Bunny Gets the Boid       | Bugs Bunny prinde pasărea     | MM    | Bob Clampett           | Beaky, Bugs                                    | 1942-07-11      | LTGC Volume 1, Disc 3 and LTPC Volume 2, Disc 2 | Da                       | Nu      | Prima apariție a uliului Beaky |
| Wacky Blackout                 |                               | LT    | Bob Clampett           |                                                | 1942-07-11      | LTGC Volume 6, Disc 2                           |                          | Nu      | |
| Foney Fables                   |                               | MM    | Friz Freleng           |                                                | 1942-08-01      | LTGC Volume 5, Disc 2                           |                          | Nu      | |
| Ducktators, The                |                               | LT    | Norm McCabe            |                                                | 1942-08-01      | LTGC Volume 6, Disc 2                           |                          | Nu      | |
| Squawkin' Hawk, The            |                               | MM    | Chuck Jones            | Henery                                         | 1942-08-08      |                                                 |                          | Da      | Prima apariție a Șoimului Henery |
| Eatin' on the Cuff             |                               | LT    | Bob Clampett           |                                                | 1942-08-22      | LTGC Volume 5, Disc 4                           |                          | Nu      | - A.K.A.: Eatin' on the Cuff or The Moth Who Came to Dinner - Unul din cele două desene animate/în acțiune reală                                                                                        |
| Fresh Hare                     | Iepurele proaspăt             | MM    | Friz Freleng           | Bugs, Elmer                                    | 1942-08-22      |                                                 |                          | Nu      | Ultima folosire a grasului Elmer |
| Fox Pop                        |                               | MM    | Chuck Jones            |                                                | 1942-09-05      | Realizarea pe DVD a lui Kings Row               |                          | Da      | Acum în domeniul public în SUA. |
| Impatient Patient, The         |                               | LT    | Norm McCabe            | Daffy                                          | 1942-09-05      |                                                 |                          | Nu      | |
| Dover Boys, The                |                               | MM    | Chuck Jones            |                                                | 1942-09-19      | LTPC Volume 1, Disc 2 and LTGC Volume 2, Disc 2 | Da                       | Nu      | A.K.A: The Dover Boys at Pimento University or The Rivals of Roquefort Hall |
| Hep Cat, The                   | Pisica hepatită               | LT    | Bob Clampett           | Willoughby (numele bobocului), proto-Sylvester | 1942-10-03      | LTGC Volume 2, Disc 4                           |                          | Da      | - Primul desen Looney Tunes făcut în color. - Primul desen Looney Tunes editat ca A Blue Ribbon Merrie Melodies Cartoon - Primul desen Looney Tunes cu cercurile de început, mai groase decât de obicei |
| Sheepish Wolf, The             | Lupul sfios                   | MM    | Friz Freleng           |                                                | 1942-10-17      |                                                 |                          | Da      | |
| Daffy Duckaroo, The            |                               | LT    | Norm McCabe            | Daffy                                          | 1942-10-24      |                                                 |                          | Nu      | |
| Hare-Brained Hypnotist, The    | Hipnotizatorul aiurit         | MM    | Friz Freleng           | Bugs, Elmer                                    | 1942-10-31      | LTGC Volume 2, Disc 1                           |                          | Nu      | |
| Tale of Two Kitties, A         | Povestea a două mâțe          | MM    | Bob Clampett           | Babbit și Catstello,Tweety                     | 1942-11-21      | LTPC Volume 1, Disc 1 și LTGC Volume 5, Disc 3  | Da                       | Da      | Prima apariție a lui Tweety, Babbit și Catstello |
| Ding Dog Daddy                 | Câinele îndrăgostit           | MM    | Friz Freleng           | Proto-type Hector                              | 1942-12-05      |                                                 |                          | Nu      | |
| My Favorite Duck               | Rața mea favorită             | LT    | Chuck Jones            | Daffy, Porky                                   | 1942-12-05      | LTGC Volume 6, Disc 1                           |                          | Da      | 3-strip Technicolor |
| Case of the Missing Hare       | Cazul iepurelui dispărut      | MM    | Chuck Jones            | Bugs                                           | 1942-12-12      | LTGC Volume 3, Disc 1                           |                          | Nu      | |

## 1943– 28 de titluri
Editările Blue Ribbon încep anul acesta,unde desenele realizate în sezonul 1935-1948 au crediturile lor tăiate.
| Titlu                           | Titlu român                  | Serie | Regizor       | Personaje                       | Data realizării | Avalabilitate pe DVD                                                                | Avalabilitate pe Blu-ray | editat? | Note |
| ------------------------------- | ---------------------------- | ----- | ------------- | ------------------------------- | --------------- | ----------------------------------------------------------------------------------- | ------------------------ | ------- | --- |
| Coal Black and de Sebben Dwarfs |                              | MM    | Bob Clampett  |                                 | 1943-01-16      |                                                                                     |                          | Nu      | - Parodie a filmului Walt Disney din 1937 Albă ca Zăpada și cei șapte pitici. - Unul dintre desenele cenzurate - Nu sunt cercuri la sfârșit. |
| Confusions of a Nutzy Spy       |                              | LT    | Norm McCabe   | Porky                           | 1943-01-23      | LTGC Volume 6, Disc 2 (special feature)                                             |                          | Nu      | |
| Pigs in a Polka                 | Polka purcească              | MM    | Friz Freleng  |                                 | 1943-02-02      | LTGC Volume 3, Disc 3                                                               |                          | Da      | - Bazat pe Fantasia și Cei trei purceluși a lui Walt Disney |
| Tortoise Wins by a Hare         | Țestoasa învinge iepurele    | MM    | Bob Clampett  | Bugs, Cecil                     | 1943-02-20      | LTGC Volume 1, Disc 3 and LTPC Volume 2, Disc 2                                     | Da                       | Nu      | - Primul desen cu designul Robert McKimson a lui Bugs Bunny - Continuare a lui "Tortoise Beats Hare" din 1941 |
| Fifth-Column Mouse, The         |                              | MM    | Friz Freleng  | proto-Sylvester                 | 1943-03-06      | LTGC Volume 6, Disc 2                                                               |                          | Da      | Editat ca Fifth Column Mouse |
| To Duck or Not to Duck          | Rață sau nu rață             | LT    | Chuck Jones   | Daffy, Elmer                    | 1943-03-06      | LTGC Volume 6, Disc 1                                                               |                          | Nu      | 3-strip Technicolor. Primul desen cu Daffy și Elmer |
| Flop Goes the Weasel            |                              | MM    | Chuck Jones   |                                 | 1943-03-20      |                                                                                     |                          | Da      | |
| Hop and Go                      |                              | LT    | Norm McCabe   |                                 | 1943-03-27      | LTGC Volume 6, Disc 2 (special feature)                                             |                          | Nu      | |
| Super-Rabbit                    | Super iepurele               | MM    | Chuck Jones   | Bugs,proto-Sam                  | 1943-04-03      | LTPC Volume 1, Disc 1, LTGC Volume 3, Disc 4 și LTSS Bugs Bunny:Wascally Wabbit     |                          | Nu      | Bazat pe desenele Superman din anii 40. Prima apariție a prototipului lui Yosemite Sam. |
| Unbearable Bear, The            | Ursul insuportabil           | MM    | Chuck Jones   | Mirosilă                        | 1943-04-17      | Looney Tunes Mouse Chronicles: The Chuck Jones Collection                           | Da                       | Da      | |
| Wise Quacking Duck, The         | Rățoiul șmecher              | LT    | Bob Clampett  | Daffy                           | 1943-05-01      | LTGC Volume 5, Disc 3 și LTPC Volume 2, Disc 1                                      | Da                       | Nu      | 3-strip Technicolor |
| Greetings Bait                  |                              | MM    | Friz Freleng  |                                 | 1943-05-15      |                                                                                     |                          | Da      | |
| Tokio Jokio                     |                              | LT    | Norm McCabe   |                                 | 1943-05-15      |                                                                                     |                          | No      | Ultimul desen regizat de Norm McCabe |
| Jack-Wabbit and the Beanstalk   | Iepurele și vrejul de fasole | MM    | Friz Freleng  | Bugs                            | 1943-06-12      |                                                                                     |                          | No      | |
| Aristo Cat, The                 | Pisica aristocrată           | MM    | Chuck Jones   | Hector, Claude, Hubie și Bertie | 1943-06-19      | LTGC Volume 4, Disc 4 and Looney Tunes Mouse Chronicles: The Chuck Jones Collection | Da                       | Da      | Prima apariție a lui Hubie și Bertie și Motanului Claude |
| Wackiki Wabbit                  | Iepurele exotic              | MM    | Chuck Jones   | Bugs                            | 1943-07-03      | LTGC Volume 3, Disc 1                                                               |                          | Nu      | |
| Yankee Doodle Daffy             | Daffy la război              | LT    | Friz Freleng  | Daffy, Porky                    | 1943-07-03      | LTGC Volume 1, Disc 2                                                               |                          | Nu      | 3-strip Technicolor |
| Porky Pig's Feat                | Ciolanele lui Porky Pig      | LT    | Frank Tashlin | Daffy, Porky                    | 1943-07-17      | LTGC Volume 3, Disc 3                                                               |                          | Nu      | Singura apariție a lui Bugs Bunny în alb-negru(cameo) Ultima apariție a lui Porky Pig în alb-negru |
| Tin Pan Alley Cats              |                              | MM    | Bob Clampett  |                                 | 1943-07-17      |                                                                                     |                          | Nu      | Unul din desenele cenzurate |
| Scrap Happy Daffy               |                              | LT    | Frank Tashlin | Daffy                           | 1943-08-21      | LTGC Volume 5, Disc 4                                                               |                          | Nu      | |
| Hiss and Make Up                |                              | MM    | Friz Freleng  |                                 | 1943-09-11      |                                                                                     |                          | Da      | |
| Corny Concerto, A               | Un concert cu bătături       | MM    | Bob Clampett  | Bugs, (Daffy), Elmer, Porky     | 1943-09-25      | LTGC Volume 2, Disc 4                                                               |                          | Nu      | - O parodie a lui Fantasia a lui Walt Disney. - Primul desen care are mai mult decât două persoanje principale. - Trei desene care îi au pe Bugs și Porky. - Ne-facturat explicibil ca un desen Bugs Bunny (unul din aceste desene). - Al treilea desen Porky Pig în seria Merrie Melodies. |
| Fin'n Catty                     | Pisica și peștișorul         | MM    | Chuck Jones   | Claude                          | 1943-10-23      |                                                                                     |                          | Da      | |
| Falling Hare                    | Iepurele cade                | MM    | Bob Clampett  | Bugs,Spiridușul                 | 1943-10-30      | LTGC Volume 3, Disc 4                                                               |                          | No      | Singura apariție a spiridușului Titlu de lucruu: Bugs Bunny And The Gremlin |
| Inki and the Minah Bird         |                              | MM    | Chuck Jones   | Inki                            | 1943-11-13      |                                                                                     |                          | Da      | |
| Daffy - The Commando            | Comandantul Daffy            | LT    | Friz Freleng  | Daffy                           | 1943-11-20      | LTGC Volume 6, Disc 2                                                               |                          | Nu      | 3-strip Technicolor |
| Itch in Time, An                | Vai ce mă mănâncă!           | MM    | Bob Clampett  | Elmer, Willoughby               | 1943-12-04      | LTGC Volume 3, Disc 4 and LTPC Volume 2, Disc 2                                     | Da                       | Da      | |
| Puss n' Booty                   |                              | LT    | Frank Tashlin |                                 | 1943-12-11      | LTGC Volume 4, Disc 2                                                               |                          | No      | Ultimul desen WB în alb-negru, cel mai recent desen vândut la Sunset Productions |

## 1944– 27 de titluri
Leon Schlesinger a lăsat studioul său de desene animate lui Warner Bros. în 1944, și s-a pensionat ca producător, urmat de Eddie Selzer (după ce Buckaroo Bugs a fost realizat).

Începând de anul acesta, toate desenele sunt în color. Unele desene vor fi produse în Cinecolor, pentru a salva bani. Toate desenele vor vi produse în Technicolor începând din 1950.
| Titlu                           | Titlu român                     | Serie | Regizor       | Personaje                           | Data realizării | Avalabilitate pe DVD                                                                             | Avalabilitate pe Blu-ray | editat? | Note |
| ------------------------------- | ------------------------------- | ----- | ------------- | ----------------------------------- | --------------- | ------------------------------------------------------------------------------------------------ | ------------------------ | ------- | --- |
| Little Red Riding Rabbit        | Iepurele roșu                   | MM    | Friz Freleng  | Bugs                                | 1944-01-01      | LTGC Volume 2, Disc 1                                                                            |                          | Nu      | - Primul desen în care Mel Blanc este creditat. |
| What's Cookin' Doc?             | Ce gătești moșule?              | MM    | Bob Clampett  | Bugs                                | 1944-01-08      | LTGC Volume 4, Disc 1 (special feature) și Academy Awards Animation Collection (special feature) |                          | Nu      | |
| Meatless Flyday                 |                                 | MM    | Friz Freleng  |                                     | 1944-01-29      |                                                                                                  |                          | Nu      | |
| Tom Turk and Daffy              | Curcanul Tom și Daffy           | LT    | Chuck Jones   | Daffy, Porky, Curcanul Tom          | 1944-02-12      | Hilarious Ham                                                                                    |                          | Nu      | - Prima apariție a curcanului Tom |
| Bugs Bunny and the 3 Bears      | Bugs Bunny și cei trei ursuleți | MM    | Chuck Jones   | Bugs, cei trei ursuleți             | 1944-02-26      | LTGC Volume 1, Disc 3                                                                            |                          | Nu      | Prima apariție a celor trei ursuleți Ultimul desen în care Robert "Bobe" Cannon este creditat. |
| I Got Plenty of Mutton          | Am o mulțime de oi              | LT    | Frank Tashlin |                                     | 1944-03-11      | LTGC Volume 4, Disc 2                                                                            |                          | Nu      | |
| Weakly Reporter, The            |                                 | MM    | Chuck Jones   |                                     | 1944-03-25      | LTGC Volume 6, Disc 2                                                                            |                          | Nu      | |
| Tick Tock Tuckered              | Tic tac                         | LT    | Bob Clampett  | Daffy, Porky                        | 1944-04-08      | Frustrated Fowl                                                                                  |                          | Da      | Refacere color a lui Porky's Badtime Story (1937) |
| Bugs Bunny Nips the Nips        |                                 | MM    | Friz Freleng  | Bugs                                | 1944-04-22      |                                                                                                  |                          | Nu      | - Singurul desen WB cu personaje "cu față galbenă" Foarte rar văzut în televiziune. |
| Swooner Crooner                 |                                 | LT    | Frank Tashlin | Porky                               | 1944-05-06      | LTGC Volume 3, Disc 2                                                                            |                          | Da      | |
| Russian Rhapsody                |                                 | MM    | Bob Clampett  |                                     | 1944-05-20      | LTGC Volume 6, Disc 2 and LTPC Volume 2, Disc 2                                                  | Da                       | Nu      | Titlu de lucru: Gremlins From The Kremlin |
| Duck Soup to Nuts               | Supă de rață                    | LT    | Friz Freleng  | Daffy, Porky                        | 1944-05-27      | LTGC Volume 2, Disc 3                                                                            |                          | Da      | |
| Angel Puss                      |                                 | LT    | Chuck Jones   |                                     | 1944-06-03      |                                                                                                  |                          | Nu      | Unul din desenele cenzurate - Singurul desen cezurat din seria Looney Tunes. |
| Slightly Daffy                  | Daffy fricos                    | MM    | Friz Freleng  | Daffy, Porky                        | 1944-06-17      |                                                                                                  |                          | Da      | - Color remake of Scalp Trouble (1939) |
| Hare Ribbin'                    | Pe urmele unui iepure           | MM    | Bob Clampett  | Bugs                                | 1944-06-24      | LTGC Volume 5, Disc 3                                                                            |                          | Nu      | |
| Brother Brat                    | Fratele brută                   | LT    | Frank Tashlin | Porky                               | 1944-07-15      |                                                                                                  |                          | Nu      | |
| Hare Force                      | Iepurele forțos                 | MM    | Friz Freleng  | Bugs, Willoughby (Numele Sylvester) | 1944-07-22      | LTGC Volume 3, Disc 1                                                                            |                          | Nu      | Primul desen Friz Frelend Bugs Bunnny care folosește design-ul modern al lui Robert McKimson Ultima apariție a lui Willoughby. |
| From Hand to Mouse              |                                 | LT    | Chuck Jones   |                                     | 1944-08-05      |                                                                                                  |                          | Da      | |
| Birdy and the Beast             | Pasărea și bestia               | MM    | Bob Clampett  | Tweety, proto-Sylvester, Hector     | 1944-08-19      | LTPC Volume 2, Disc 1                                                                            | Yes                      | No      | Prima dată când numele Tweety este folosit. Ultima apariție a prototipului lui Sylvester. |
| Buckaroo Bugs                   | Bugs în pinteni                 | LT    | Bob Clampett  | Bugs, Călărețul roșu                | 1944-08-26      | LTGC Volume 5, Disc 3 and LTPC Volume 2, Disc 1                                                  | Yes                      | No      | - Ultimul desen unde Leon Schlesinger este creditat - Singura oară când Bugs Bunny este un răufăcător adevărat - Singura apariție a Călărețului roșu. - First Bugs Bunny cartoon in the Looney Tunes series. - Prima dată când un personaj Merrie Melodies este în seria Merrie Melodies. |
| Goldilocks and the Jivin' Bears |                                 | MM    | Friz Freleng  |                                     | 1944-09-02      |                                                                                                  |                          | Yes     | - Prima realizare unde este creditat Warner Bros. Cartoons - Unul din desenele cenzurate - Ultimul desen cu personaje „blackface” |
| Plane Daffy                     | Daffy avionul                   | LT    | Frank Tashlin | Daffy, Hatta Mari                   | 1944-09-16      | LTGC Volume 4, Disc 2                                                                            |                          | No      | - A doua realizare unde este creditat Warner Bros. Cartoons - Singura apariție a lui Hatti Mari. - Unul din cele două desene Bugs Bunny unde este creditat Warner Bros. Cartoons |
| Lost and Foundling              | Pierdut și găsit                | MM    | Chuck Jones   | Mirosilă                            | 1944-09-30      | Looney Tunes Mouse Chronicles: The Chuck Jones Collection                                        | Yes                      | Yes     | - Singurul desen Mirosilă unde este creditat Warner Bros. Cartoons - A treia realizare unde este creditat Warner Bros. Cartoons |
| Booby Hatched                   | Prost clocit                    | LT    | Frank Tashlin |                                     | 1944-10-14      | LTGC Volume 4, Disc 2                                                                            |                          | Da      | - A patra realizare unde este creditat Warner Bros. Cartoons |
| Old Grey Hare, The              | Iepurele bătrân                 | MM    | Bob Clampett  | Bugs, Elmer                         | 1944-10-28      | LTPC Volume 1, Disc 1 and LTGC Volume 5, Disc 3                                                  | Da                       | Nu      | - Singurul desen Bugs Bunny unde este creditat Warner Bros. Cartoons - A cincea realizare unde este creditat Warner Bros. Cartoons |
| Stupid Cupid, The               | Un cupidon cam prostuț          | LT    | Frank Tashlin | Daffy, Elmer                        | 1944-11-25      | LTGC Volume 4, Disc 2                                                                            |                          | Da      | - Unul din cele două desene Daffy Duck unde este creditat Warner Bros. Cartoons - Ultima realizare unde este creditat Warner Bros. Cartoons - Ultimul desen produs de Leon Schlesinger |
| Stage Door Cartoon              | Desen cu etapa ușă              | MM    | Friz Freleng  | Bugs, Elmer,proto-Sam(cameo)        | 1944-12-30      | LTGC Volume 2, Disc 4                                                                            |                          | Nu      | - Primul desen cu linia A WARNER BROS. CARTOON la titlurile de început - Ultima apariție a prototipului lui Yosemite Sam - Primul desen produs de Eddie Selzer |

## 1945– 18 titluri
Începând cu Ce mai rață (eng. Ain't That Ducky) (care mai târziu a fost editat), muzica de început The Merry-Go-Round Broke Down s-a scurtat.
Începând cu Iepure de declanșare (eng. Hare Trigger), muzica de început Merrily We Roll Along de asemenea s-a scurtat.
| Titlu                 | Titlu român                    | Serie | Regizor       | Personaje                               | Data realizării | Avalabilitate pe DVD                                      | Avalabilitate pe Blu-ray | editat? | Note |
| --------------------- | ------------------------------ | ----- | ------------- | --------------------------------------- | --------------- | --------------------------------------------------------- | ------------------------ | ------- | --- |
| Odor-able Kitty       | Pisica urât mirositoare        | LT    | Chuck Jones   | Pepé                                    | 1945-01-06      | LTGC Volume 3, Disc 4, Zee Best of Zee Best               |                          | Da      | - Prima apariție a lui Pepe LePew - Cameo de Bugs Bunny când o pisică deghizată în scons s-a deghizat în Bugs Bunny pentru a scăpa de Pepe LePew - Primul desen Looney Tunes cu fraza A WARNER BROS. CARTOON pe titlurile de început și de sfârșit |
| Herr Meets Hare       | Iepurele contra Herman Goering | MM    | Friz Freleng  | Bugs                                    | 1945-01-13      | LTGC Volume 6, Disc 2                                     |                          | Nu      | - Foarte rar văzut la televizor din cauza referințelor la Nazism; a fost văzut pe Cartoon Network la Toon Heads despre desenele din era Celui de-al Doilea Război Mondial după ce a fost interzis de la maratonul June Bugs care trebuia să difuzeze fiecare desen Bugs Bunny făcut vreodată, incluzând 12 care aveau stereotipi etnici în ele. Cele 12 desene care aveau stereotipi etnici în ele au fost eventual interzise, chiar dacă un număr au fost difuzate pe Cartoon Network după prăbușire. Ultima oară văzut în Polonia pe TV Puls. - Primul desen cu fraza A WARNER BROS. CARTOON pe titlurile de sfârșit |
| Draftee Daffy         | Daffy recrut                   | LT    | Bob Clampett  | Daffy                                   | 1945-01-27      | LTGC Volume 3, Disc 4                                     |                          | Nu      | |
| Unruly Hare, The      | Iepurele neascultător          | MM    | Frank Tashlin | Bugs, Elmer                             | 1945-02-10      |                                                           |                          | Nu      | |
| Trap Happy Porky      | Porky și cursa de șoareci      | LT    | Chuck Jones   | Claude, Hubie și Bertie, Hector, Porky  | 1945-02-24      | Looney Tunes Mouse Chronicles: The Chuck Jones Collection | Da                       | Da      | |
| Life with Feathers    | Viața cu pene                  | MM    | Friz Freleng  | Sylvester                               | 1945-03-24      |                                                           |                          | Da      | - Prima apariție a Motanului Sylvester. - Ultimul desen cu versiunea lungă a muzicii de început Merrily We Roll Along |
| Behind the Meatball   |                                | LT    | Frank Tashlin | Hector                                  | 1945-04-07      |                                                           |                          | Nu      | - Ultimul desen cu versiunea lungă a muzicii de început "The Merry-Go-Round Broke Down". |
| Hare Trigger          | Iepure de declanșare           | MM    | Friz Freleng  | Bugs, Sam                               | 1945-05-05      | LTGC Volume 6, Disc 1                                     |                          | Nu      | - Prima apariție a lui Yosemite Sam. - Primul desen cu credite complete. - Primul desen cu versiunea scurtă a muzicii de început Merrily We Roll Along. |
| Ain't That Ducky      | Ce mai rață                    | LT    | Friz Freleng  | Daffy                                   | 1945-05-19      |                                                           |                          | Da      | - Primul desen cu versiunea scurtă a muzicii de început "The Merry-Go-Round Broke Down". |
| Gruesome Twosome, A   | Un duet cârtit                 | MM    | Bob Clampett  | Tweety, Captain și Snooks, Hector       | 1945-06-09      | LTGC Volume 3, Disc 4                                     |                          | Nu      | - Ultima apariție a lui Tweety fără pene. - Ultima apariție a prototipului lui Hector. |
| Tale of Two Mice      | Povestea a doi șoricei         | LT    | Frank Tashlin | Babbit and Catstello (versiuni șoricei) | 1945-06-30      |                                                           |                          | Da      | - Editat ca A Tale of Two Mice |
| Wagon Heels           |                                | MM    | Bob Clampett  | Porky                                   | 1945-07-28      | LTGC Volume 5, Disc 3 Hilarious Ham                       |                          | Nu      | Refacere în color a lui Injun Trouble (1938) |
| Hare Conditioned      | Iepure condiționat             | LT    | Chuck Jones   | Bugs                                    | 1945-08-11      | LTGC Volume 2, Disc 1                                     |                          | Nu      | - Al doilea desen Bugs Bunny în seria Looney Tunes. |
| Fresh Airedale        |                                | MM    | Chuck Jones   |                                         | 1945-08-25      | LTGC Volume 6, Disc 4                                     |                          | Da      | |
| Bashful Buzzard       | Uliul rușinos                  | LT    | Bob Clampett  | Beaky                                   | 1945-09-05      | LTGC Volume 5, Disc 3 and LTPC Volume 2, Disc 2           | Da                       | Da      | - Continuare a lui Bugs Bunny Gets the Boid din 1942 |
| Peck Up Your Troubles | Ciocănitoare cu bucluc         | MM    | Friz Freleng  | Sylvester, Hector                       | 1945-10-20      |                                                           |                          | Da      | Prima apariție a lui Hector |
| Hare Tonic            | Iepure tonic                   | LT    | Chuck Jones   | Bugs, Elmer                             | 1945-11-10      | LTPC Volume 1, Disc 1 and LTGC Volume 3, Disc 1           | Da                       | Da      | - Unul din cele două desene WB cu Bugs Bunny pe titlul de sfârșit. - Al treilea desen Bugs Bunny în seria Looney Tunes. |
| Nasty Quacks          | Șarlatan urât                  | MM    | Frank Tashlin | Daffy, Melissa                          | 1945-12-01      | Frustrated Fowl                                           |                          | No      | - Prima apariție a lui Melissa Duck - Ultimul desen regizat de Frank Tashlin(în termenii ordinei de producție) |

## 1946– 25 de titluri
Desenele Looney Tunes încep să folosesc fraza "That's all Folks!" pe titlurile de sfârșit, similar cu Merrie Melodies (începând cu Pisicuța stânjenită (eng. Kitty Kornered), în desenul acela muzica de sfârșit Merrie Melodies este auzită).
Amândouă serii Merrie Melodies și Looney Tunes de asemenea au adoptat un amestec roșu-albastru (începând cu "Iepurele sensibil" (eng. "Hair-Raising Hare").
| Titlu                        | Titlu român                | Serie | Regizor         | Personaje                        | Data realizării | Avalabilitate pe DVD                                      | Avalabilitate pe Blu-ray | editat? | Notes |
| ---------------------------- | -------------------------- | ----- | --------------- | -------------------------------- | --------------- | --------------------------------------------------------- | ------------------------ | ------- | --- |
| Book Revue                   | Spectacol de varietăți     | LT    | Bob Clampett    | Daffy                            | 1946-01-05      | LTGC Volume 2, Disc 4 and LTPC Volume 2, Disc 1           | Da                       | Da      | - Editat ca Book Review - Original titles restored on DVD - În România, Cartoon Network și Boomerang folosesc versiunea dublată de pe DVD cu titlurile originale (dublaj primar)                                                   |
| Baseball Bugs                | Bugs la Baseball           | LT    | Friz Freleng    | Bugs                             | 1946-02-02      | LTPC Volume 1, Disc 1 and LTGC Volume 1, Disc 1           | Yes                      | Nu      | - Unul din cele două desene WB cu Bugs Bunny pe titlul de sfârșit (versiunea "dubbed" de Turner folosește varianta cu Porky Pig)                                                                                                   |
| Holiday for Shoestrings      | Sărbătoare cu pantofi      | MM    | Friz Freleng    |                                  | 1946-02-23      | LTGC Volume 5, Disc 2                                     |                          | Da      | - Titlurile originale restaurate pe DVD |
| Quentin Quail                | Prepelița plângăcioasă     | MM    | Chuck Jones     | Prepelița plângăcioasă           | 1946-03-02      |                                                           |                          | Nu      | - Prima și singura apariție a Prepeliței plângăcioasă |
| Baby Bottleneck              | Copii strangulați          | LT    | Bob Clampett    | Daffy, Porky                     | 1946-03-16      | LTPC Volume 1, Disc 1 and LTGC Volume 2, Disc 3           | Da                       | Da      | - Titlurile restaurate pe DVD DVD |
| Hare Remover                 | Soluție de eliminat iepuri | MM    | Frank Tashlin   | Bugs, Elmer                      | 1946-03-23      | LTGC Volume 3, Disc 1                                     |                          | Nu      | - Ultimul desen regizat de Frank Tashlin (în termenii ordinei realizării). |
| Daffy Doodles                | Daffy criminalul           | MM    | Robert McKimson | Daffy, Porky                     | 1946-04-06      |                                                           |                          | Da      | - Primul desen regizat de Robert McKimson |
| Hollywood Canine Canteen     |                            | MM    | Robert McKimson |                                  | 1946-04-20      | LTGC Volume 6, Disc 2                                     |                          | Nu      | |
| Hush My Mouse                | Taci șoricelul meu         | LT    | Chuck Jones     | Mirosilă                         | 1946-05-04      | Looney Tunes Mouse Chronicles: The Chuck Jones Collection | Da                       | Da      | - Ultimul desen WB cu Porky pe titlurile de sfârșit, Ultima apariție a lui Mirosilă. - Ultima oară când cercurile sunt roșii. |
| Hair-Raising Hare            | Iepurele sensibil          | MM    | Chuck Jones     | Bugs, Gossamer                   | 1946-05-25      | LTGC Volume 1, Disc 3                                     |                          | No      | - First appearance of Gossamer - First Time the Rings are a Blue/Red Combo. |
| Kitty Kornered               | Pisicuța stânjenită        | LT    | Bob Clampett    | Porky, Sylvester                 | 1946-06-08      | LTPC Volume 1, Disc 1 and LTGC Volume 2, Disc 3           | Da                       | Nu      | - Primul desen Looney Tunes cu fraza "That's All, Folks!" pe titlurile de sfârșit din 1937. - Primul desen cu Porky și Sylvester - Primul desen Sylvester în seria Looney Tunes. - Unul din cele două desene cu scutul WB nemișcat |
| Hollywood Daffy              | Daffy la Hollywood         | MM    | Friz Freleng    | Daffy                            | 1946-06-22      | LTGC Volume 5, Disc 1                                     |                          | Nu      | - Episodul din Micii poznași "Hollywood Plucky" îl are pe Plucky Duck încercând să intre într-un studio din Hollywood în destul de mult aceeași intrigă, doar stabilit în anii 90 în loc de anii 40.                               |
| Acrobatty Bunny              | Iepurașul acrobat          | LT    | Robert McKimson | Bugs                             | 1946-06-29      | LTGC Volume 3, Disc 1                                     |                          | Nu      | - Ultimul desen WB cu muzica "The Merry-Go-Round Broke Down" cu alamă și suflat. |
| Eager Beaver, The            | Castorul dornic            | MM    | Chuck Jones     | Eager Beaver                     | 1946-07-13      |                                                           |                          | Da      | |
| The Great Piggy Bank Robbery | Marele jaf al pușculiței   | LT    | Bob Clampett    | Daffy                            | 1946-07-20      | LTPC Volume 1, Disc 1 and LTGC Volume 2, Disc 3           | Da                       | Nu      | - Unul din cele două desene cu scutul WB nemișcat |
| Bacall to Arms               |                            | MM    | Bob Clampett    |                                  | 1946-08-03      | LTGC Volume 5, Disc 3                                     |                          | Nu      | |
| Of Thee I Sting              |                            | LT    | Friz Freleng    |                                  | 1946-08-17      |                                                           |                          | Da      | |
| Walky Talky Hawky            | Șoimul guraliv             | MM    | Robert McKimson | Foghorn, Henery                  | 1946-08-31      | LTGC Volume 3, Disc 4                                     |                          | Yes     | - Prima apariție a lui Foghorn Leghorn și Barnyard Dawg |
| Racketeer Rabbit             | Iepurele afacerist         | LT    | Friz Freleng    | Bugs, Rocky și Mugsy             | 1946-09-14      |                                                           |                          | Nu      | - Prima și singura apariție a prototipilor lui Rocky și Mugsy |
| Bun și viermos               |                            | MM    | Chuck Jones     | Pepe le Pew (cameo)              | 1946-09-28      |                                                           |                          | Da      | |
| Big Snooze, The              | Marea moțăială             | LT    | Bob Clampett    | Bugs, Elmer                      | 1946-10-05      | LTGC Volume 2, Disc 1                                     |                          | No      | - Ultimul desen regizat de Bob Clampett |
| The Mouse-Merized Cat        | Pisica hipnotizată         | MM    | Robert McKimson | Babbit și Catstello (ca șoricei) | 1946-10-19      |                                                           |                          | Da      | - Ultima apariție a lui Babbit and Catstello |
| Mouse Menace                 | Cursă de șoareci           | LT    | Arthur Davis    | Porky                            | 1946-11-02      | Hilarious Ham                                             |                          | Da      | - Primul desen regizat de Art Davis |
| Rhapsody Rabbit              | Rapsodie de iepure         | MM    | Friz Freleng    | Bugs                             | 1946-11-09      | LTGC Volume 2, Disc 4                                     |                          | Nu      | - Acuzat pentru plagierea scurt-metrajului Tom și Jerry The Cat Concerto |
| Roughly Squeaking            | Aproape chițăit            | LT    | Chuck Jones     | Claude, Hubie and Bertie, Hector | 1946-11-23      | Looney Tunes Mouse Chronicles: The Chuck Jones Collection | Yes                      | Yes     | |

## 1947– 22 de titluri
Fiecare desen non-Bugs Bunny realizat în acest an (precum și orice desen în sezonul de producție 1946–1947) cu excepția lui A Pest in the House, Catch as Cats Can, și Mexican Joyride, le-au fost date editări Blue Ribbon. Motivul pentru asta este necunoscut.
| Titlu                      | Titlu român              | Serie | Regizor                   | Personaje                          | Data realizării | Avalabilitate pe DVD                                                                                | Avalabilitate pe Blu-ray | editat? | Notes |
| -------------------------- | ------------------------ | ----- | ------------------------- | ---------------------------------- | --------------- | --------------------------------------------------------------------------------------------------- | ------------------------ | ------- | --- |
| One Meat Brawl             | Cearta hârciogului       | MM    | Robert McKimson           | Barnyard, Porky                    | 1947-01-18      | Hilarious Ham                                                                                       |                          | Da      | |
| Goofy Gophers, The         | Popândăii Prostănaci     | LT    | Bob Clampett Arthur Davis | Popândăii Prostănaci, Bugs (cameo) | 1947-01-25      | |                          | Da      | Prima apariție a Popândăilor Prostănaci, început de Bob Clampett și terminat de Art Davis. Cameo de Bugs la sfârșit.                                                  |
| Gay Anties, The            | Furnicile vesele         | MM    | Friz Freleng              |                                    | 1947-02-15      | |                          | Da      | |
| Scent-imental Over You     | Miros parfumat           | LT    | Chuck Jones               | Pepé                               | 1947-03-08      | Zee Best of Zee Best                                                                                |                          | Da      | |
| Hare Grows in Manhattan, A | În Manhattan e un iepure | MM    | Friz Freleng              | Bugs,Hector                        | 1947-03-22      | LTGC Volume 3, Disc 1                                                                               |                          | Nu      | |
| Birth of a Notion          | Nașterea unei noțiuni    | LT    | Robert McKimson           | Barnyard, Daffy                    | 1947-04-12      | LTGC Volume 6, Disc 1                                                                               |                          | Da      | |
| Tweetie Pie                | Drăguțul de Tweety       | MM    | Friz Freleng              | Sylvester, Tweety                  | 1947-05-03      | LTPC Volume 1, Disc 1, LTGC Volume 2, Disc 3, Academy Awards Animation Collection and Feline Fwenzy | Da                       | Da      | Prima împerechere cu Sylvester și Tweety. În acest desen Sylvester este numit Thomas. Primul desen în care Tweety are pene. Primul desen WB care a câștigat un Oscar. |
| Rabbit Transit             | Iepurele trăznit         | LT    | Friz Freleng              | Bugs, Cecil                        | 1947-05-10      | LTGC Volume 2, Disc 1 and LTPC Volume 2, Disc 2                                                     | Da                       | Nu      | Ultima apariție a Țestoasei Cecil. |
| Hobo Bobo                  |                          | MM    | Robert McKimson           | Elefantul Bobo                     | 1947-05-17      | |                          | Da      | Prima apariție a elefantului Bobo. |
| Along Came Daffy           | Daffy venit de-a lungul  | LT    | Friz Freleng              | Daffy, Sam                         | 1947-06-14      | |                          | Yes     | Contiunuare a desenului don 1943 Wackiki Wabbit Prima împerechere cu Daffy și Sam.                                                                                    |
| Inki at the Circus         |                          | MM    | Chuck Jones               | Inki                               | 1947-06-21      | |                          | Yes     | |
| Easter Yeggs               | Iepurașul de paști       | LT    | Robert McKimson           | Bugs, Elmer                        | 1947-06-28      | LTGC Volume 3, Disc 1                                                                               |                          | Nu      | Al 500-lea scurt-metraj animat realizat în teatre!!!! |
| Crowing Pains              | Dureri cu bucluc         | LT    | Robert McKimson           | Foghorn, Henery, Sylvester         | 1947-07-12      | LTGC Volume 6, Disc 1                                                                               |                          | Da      | Cel mai recent desen realizat să intre în domeniul public Titlurile originale restaurate pe DVD - Primul desen Foghorn Leghorn în seria Looney Tunes.                 |
| Pest in the House, A       | O pacoste în casă        | MM    | Chuck Jones               | Daffy, Elmer                       | 1947-08-02      | LTPC Volume 1, Disc 1 and LTGC Volume 5, Disc 1                                                     | Da                       | Nu      | Singura oară când fundalul și marginile sunt făcute de Richard Morley                                                                                                 |
| Foxy Duckling, The         |                          | MM    | Arthur Davis              |                                    | 1947-08-23      | |                          | Da      | |
| House Hunting Mice         |                          | LT    | Chuck Jones               | Hubie and Bertie                   | 1947-09-06      | Looney Tunes Mouse Chronicles: The Chuck Jones Collection                                           | Yes                      | Yes     | Inițial realizat în Cinecolor, editat în Technicolor. |
| Little Orphan Airedale     | Cățelul orfan            | LT    | Chuck Jones               | Charlie, Porky, Rags McMutt        | 1947-10-04      | |                          | Da      | Prima apariție a Câinelui Charlie. Singura apariție a lui Rags McMutt.                                                                                                |
| Doggone Cats               | Mâțe afurisite           | MM    | Arthur Davis              | Sylvester                          | 1947-10-25      | |                          | Da      | Editat ca Dog Gone Cats. Inițial realizat în Cinecolor, editat în Technicolor.                                                                                        |
| Slick Hare                 | Iepurele șiret           | MM    | Friz Freleng              | Bugs, Elmer                        | 1947-11-01      | LTGC Volume 2, Disc 1                                                                               |                          | Nu      | |
| Mexican Joyride            | Carusel mexican          | LT    | Arthur Davis              | Daffy                              | 1947-11-29      | |                          | Nu      | |
| Catch as Cats Can          | Mâța și papagalul        | MM    | Arthur Davis              | Sylvester                          | 1947-12-06      | |                          | Nu      | |
| Horsefly Fleas, A          |                          | LT    | Robert McKimson           |                                    | 1947-12-13      | LTPC Volume 2, Disc 2                                                                               | Da                       | Da      | |

## 1948– 33 de titluri
| Titlu                        | Titlu român                      | Serie | Regizor          | Personaje                  | Data realizării | Avalabilitate pe DVD                                      | Avalabilitate pe Blu-ray | editat? | Note |
| ---------------------------- | -------------------------------- | ----- | ---------------- | -------------------------- | --------------- | --------------------------------------------------------- | ------------------------ | ------- | --- |
| Gorilla My Dreams            | Gorila visurilor mele            | LT    | Robert McKimson  | Bugs, Gruesome             | 1948-01-03      | LTGC Volume 2, Disc 1 and LTSS Bugs Bunny:Wascally Wabbit |                          | Nu      | First appearance of Gruesome |
| Two Gophers From Texas       |                                  | MM    | Arthur Davis     | Goofy Gophers              | 1948-01-17      |                                                           |                          | Da      | |
| Feather in His Hare, A       | O pană în iepurele lui           | LT    | Chuck Jones      | Bugs,Taz                   | 1948-02-07      |                                                           |                          | Nu      | First Chuck Jones-directed Bugs Bunny cartoon to use the modern design. First appearances of Prototype Tasmanian Devil               |
| What Makes Daffy Duck?       | Cine îl face pe Daffy Duck?      | LT    | Arthur Davis     | Daffy, Elmer               | 1948-02-14      | LTPC Volume 2, Disc 1                                     | Da                       | Nu      | |
| What's Brewin', Bruin?       | De ce hibernează urșii?          | LT    | Chuck Jones      | Three Bears                | 1948-02-26      |                                                           |                          | Da      | |
| Daffy Duck Slept Here        | Aici a dormit Daffy Duck         | MM    | Robert McKimson  | Daffy, Porky               | 1948-03-06      | LTGC Volume 3, Disc 3                                     |                          | Nu      | |
| A Hick, a Slick, and a Chick | Un prost, un șmecher și o gagică | MM    | Arthur Davis     |                            | 1948-03-13      |                                                           |                          | Nu      | |
| Back Alley Oproar            | Pisica gălăgioasă                | MM    | Friz Freleng     | Elmer, Sylvester           | 1948-03-27      | LTGC Volume 2, Disc 4 and LTPC Volume 2, Disc 1           | Da                       | Da      | Refacere color a lui Notes To You (1941) Titlurile originale restautate pe DVD                                                       |
| I Taw a Putty Tat            | Am văzut o pisică                | MM    | Friz Freleng     | Sylvester, Tweety, Hector  | 1948-04-02      | LTGC Volume 4, Disc 1 (special feature)                   |                          | Da      | Refacere color a lui Puss n' Booty (1943) Prima apariție oficială a lui Hector Inițial realizat în Cinecolor, editat în Technicolor. |
| Rabbit Punch                 | Pumn de iepure                   | MM    | Chuck Jones      | Bugs, Concasorul           | 1948-04-10      | LTGC Volume 3, Disc 4                                     |                          | Nu      | Prima apariție a Concasorului |
| Hop, Look and Listen         | Sări, privește și ascultă        | LT    | Robert McKimson  | Hippety, Sylvester, Hector | 1948-04-17      |                                                           |                          | Da      | Prima apariție a lui Hippety Hopper. Titlurile originale restaurate de Turner Entertainment Co.                                      |
| Nothing but the Tooth        |                                  | MM    | Arthur Davis     | Porky                      | 1948-05-01      |                                                           |                          | Nu      | |
| Buccaneer Bunny              | Iepurele pirat                   | LT    | Friz Freleng     | Bugs, Sam                  | 1948-05-08      | LTPC Volume 1, Disc 1 and LTGC Volume 5, Disc 1           | Da                       | Nu      | |
| Bone Sweet Bone              | Os dulce os                      | MM    | Arthur Davis     |                            | 1948-05-22      |                                                           |                          | Da      | |
| Bugs Bunny Rides Again       | Bugs Bunny călărește din nou     | MM    | Friz Freleng     | Bugs, Sam                  | 1948-06-12      | LTGC Volume 2, Disc 1                                     |                          | Nu      | |
| Rattled Rooster, The         |                                  | LT    | Arthur Davis     |                            | 1948-06-26      |                                                           |                          | Da      | Titlul acestui episod nu a fost tradus în limba română, așa că a fost tradus neoficial Cocoșul zguduit                               |
| The Up-Standing Sitter       | O bonă încăpățânată              | LT    | Robert McKimson  | Daffy                      | 1948-07-03      | LTGC Volume 5, Disc 1                                     |                          | Nu      | Ultimul desen produs în pachetul a.a.p. Cinecolor                                                                                    |
| The Shell Shocked Egg        | Oul din carapace                 | MM    | Robert McKimson  |                            | 1948-07-10      |                                                           |                          | Da      | |
| Haredevil Hare               | Iepurele din spațiu              | LT    | Chuck Jones      | Bugs, Marvin               | 1948-07-24      | LTPC Volume 1, Disc 2 and LTGC Volume 1, Disc 3           | Da                       | Nu      | Prima apariție a lui Marvin Marțianul Cel mai recent desen realizat în pachetul a.a.p.                                               |
| You Were Never Duckier       |                                  | MM    | Charles M. Jones | Daffy, Henery              | 1948-08-07      | LTGC Volume 5, Disc 1                                     |                          | Da      | - Primul desen realizat în pachetul desenelor după 1948. - Titlurile origianle restaurate pe DVD.                                    |
| Dough Ray Me-ow              |                                  | MM    | Arthur Davis     | Heathcliff și Louie        | 1948-08-14      | LTGC Volume 4, Disc 4 and LTPC Volume 2, Disc 2           | Da                       | Nu      | - Cinecolor. Singura apariție a lui Heathcliff și Louie.                                                                             |
| Hot Cross Bunny              | Iepurele cobai                   | MM    | Robert McKimson  | Bugs                       | 1948-08-21      |                                                           |                          | Da      | |
| The Pest That Came To Dinner | Pacostea care a venit la cină    | LT    | Arthur Davis     | Porky                      | 1948-09-11      | Hilarious Ham                                             |                          | Da      | |
| Hare Splitter                | Lemne de iepure                  | MM    | I. Freleng       | Bugs                       | 1948-09-25      |                                                           |                          | Da      | |
| Odor of the Day              | Odorul zilei                     | LT    | Arthur Davis     | Pepé                       | 1948-10-02      | Zee Best of Zee Best                                      |                          | Nu      | - Cinecolor. - Primul desen cu Pepé regiyat nu de Charles M. Jones; singurul desen Pepé unde este mut și nu romantic.                |
| The Foghorn Leghorn          | Foghorn Leghorn                  | MM    | Robert McKimson  | Foghorn, Henery            | 1948-10-09      | LTGC Volume 1, Disc 4 and LTPC Volume 2, Disc 1           | Yes                      | Yes     | - Titlurile originale restaurate pe DVD.                                                                                             |
| A-Lad-In His Lamp            | Bugs și lampa lui Alladin        | LT    | Robert McKimson  | Bugs                       | 1948-10-23      |                                                           |                          | No      | |
| Daffy Dilly                  | Daffy Dilly                      | MM    | Charles M. Jones | Daffy                      | 1948-10-30      | Frustrated Fowl                                           |                          | Da      | - Cinecolor (editat în Technicolor).                                                                                                 |
| Kit for Cat                  | Chit pentru pisici               | LT    | I. Freleng       | Elmer, Sylvester           | 1948-11-06      | LTGC Volume 1, Disc 4                                     |                          | Da      | - Continuare a desenului din 1944 Hare Force. - Titlurile originale restaurate pe DVD.                                               |
| The Stupor Salesman          | Vânzătorul stupor                | LT    | Arthur Davis     | Daffy                      | 1948-11-20      | LTGC Volume 5, Disc 1                                     |                          | Nu      | |
| Riff Raffy Daffy             |                                  | LT    | Arthur Davis     | Daffy, Porky               | 1948-11-27      | Hilarious Ham                                             |                          | Nu      | |
| My Bunny Lies over the Sea   | Iepurașul meu stă pe mare        | MM    | Charles M. Jones | Bugs                       | 1948-12-04      | LTGC Volume 1, Disc 1                                     |                          | Da      | |
| Scaredy Cat                  | Pisica fricoasă                  | MM    | Charles M. Jones | Porky, Sylvester           | 1948-12-18      | LTPC Volume 1, Disc 1 and LTGC Volume 1, Disc 2           | Da                       | Da      | - Prima oară când lui Sylvester i s-a dat acel nume. - Titlurile originale restaurate pe DVD.                                        |

## 1949– 34 de titluri
| Titlu                     | Titlu român                  | Serie | Regizor          | Personaje                       | Data realizării | Avalabilitate pe DVD | Avalabilitate pe Blu-ray | editat? | Note |
| ------------------------- | ---------------------------- | ----- | ---------------- | ------------------------------- | --------------- | --- | ------------------------ | ------- | --- |
| Wise Quackers             | Măcăneli șmechere            | LT    | I. Freleng       | Daffy, Elmer                    | 1949-01-01      | Frustrated Fowl |                          | Da      | - Văzut rar la televizine din cauza referințelor la oamenii negri și a fost difuzat pe ABC și pe showul sindicat Merrie Melodies devreme în anii 90 cu partea unde Daffy se poartă ca Unchiul Tom după ce Daffy spunce că va fi sclavul lui Elmer ștearsă. |
| Hare Do                   | Năzdrăvăniile unui iepure    | MM    | I. Freleng       | Bugs, Elmer                     | 1949-01-15      | LTGC Volume 3, Disc 1                                                                                                   |                          | Nu      | |
| Holiday For Drumsticks    | Sărbătoare pentru catalige   | MM    | Arthur Davis     | Daffy, Curcanul Turk            | 1949-01-22      | |                          | Nu      | - Cinecolor. - Ultima apariție a curcanului Turk |
| Awful Orphan              | Orfanul groaznic             | MM    | Charles M. Jones | Charlie, Porky                  | 1949-01-29      | LTGC Volume 1, Disc 3                                                                                                   |                          | Da      | |
| Porky Chops               | Porky tăietorul de copaci    | LT    | Arthur Davis     | Porky                           | 1949-02-12      | LTPC Volume 1, Disc 1 and LTGC Volume 1, Disc 2                                                                         | Da                       | Nu      | |
| Mississippi Hare          | Iepurele din Mississippi     | LT    | Charles M. Jones | Bugs, Colonelul Shuffle         | 1949-02-26      | LTGC Volume 4, Disc 1                                                                                                   |                          | Nu      | - Prima apariție a Colonelului Shuffle. |
| Paying the Piper          | Plătește flautistul          | LT    | Robert McKimson  | Porky                           | 1949-03-12      | LTGC Volume 5, Disc 2                                                                                                   |                          | Da      | |
| Daffy Duck Hunt           | Vânătoarea lui Daffy Duck    | LT    | Robert McKimson  | Barnyard, Daffy, Porky          | 1949-03-26      | LTGC Volume 1, Disc 4                                                                                                   |                          | Da      | - Ultimul desen unde Porky este personajul negativ. |
| Rebel Rabbit              | Iepurele rebel               | MM    | Robert McKimson  | Bugs                            | 1949-04-09      | LTGC Volume 3, Disc 1                                                                                                   |                          | Da      | |
| Mouse Wreckers            | Distrugător de șoareci       | LT    | Charles M. Jones | Claude, Hubie și Bertie, Hector | 1949-04-23      | LTGC Volume 2, Disc 2, Academy Awards Animation Collection și Looney Tunes Mouse Chronicles: The Chuck Jones Collection | Da                       | Da      | |
| High Diving Hare          | Iepurele maxim în scufundări | LT    | I. Freleng       | Bugs, Sam                       | 1949-04-30      | LTGC Volume 1, Disc 1 and LTSS Bugs Bunny:Wascally Wabbit                                                               |                          | Da      | |
| The Bee-Deviled Bruin     |                              | MM    | Charles M. Jones | Cei trei urși                   | 1949-05-14      | |                          | Da      | |
| Curtain Razor             | Aparat de ras cortina        | LT    | I. Freleng       | Porky                           | 1949-05-21      | Hilarious Ham |                          | Nu      | Redenumit Show Stopper în câteva copii TV |
| Bowery Bugs               | Bugs din Bowery              | MM    | Arthur Davis     | Bugs                            | 1949-06-04      | LTGC Volume 3, Disc 1 and LTSS Bugs Bunny:Wascally Wabbit                                                               |                          | Da      | |
| Mouse Mazurka             | Șoarecele din Mazurka        | MM    | I. Freleng       | Sylvester                       | 1949-06-11      | |                          | Da      | |
| Long-Haired Hare          | Iepure cu păr lung           | LT    | Charles M. Jones | Bugs                            | 1949-06-25      | LTGC Volume 1, Disc 1, LTSS Bugs Bunny:Wascally Wabbit, and LTPC Volume 2, Disc 1                                       |                          | Nu      | |
| Henhouse Henery           | Henery în casa găinilor      | LT    | Robert McKimson  | Foghorn, Henery                 | 1949-07-02      | |                          | Da      | |
| Knights Must Fall         |                              | MM    | I. Freleng       | Bugs                            | 1949-07-16      | |                          | Da      | |
| Bad Ol' Putty Tat         | Pisicuță rea                 | MM    | I. Freleng       | Motanul Sylvester, Tweety       | 1949-07-23      | LTGC Volume 2, Disc 3 Feline Fwenzy                                                                                     |                          | Da      | |
| The Grey Hounded Hare     | Iepurele vânat               | LT    | Robert McKimson  | Bugs                            | 1949-08-06      | LTGC Volume 4, Disc 1                                                                                                   |                          | Da      | |
| Often an Orphan           |                              | MM    | Charles M. Jones | Charlie, Porky                  | 1949-08-13      | LTGC Volume 6, Disc 1 and Saturday Morning Cartoons 1960's Volume 1                                                     |                          | Da      | - Ultima împerechere cu Charlie și Porky |
| The Windblown Hare        | Iepurele luat de vânt        | LT    | Robert McKimson  | Bugs                            | 1949-08-27      | LTGC Volume 3, Disc 3                                                                                                   |                          | Nu      | |
| Dough for the Do-Do       | Bani pentru Do-Do            | MM    | I. Freleng       | Porky                           | 1949-09-03      | LTGC Volume 1, Disc 2                                                                                                   |                          | Da      | - Refacere color a lui Porky in Wackyland (1938). - Produs în Technicolor, realizat în Cinecolor. |
| Fast and Furry-ous        | Iute și furios               | LT    | Charles M. Jones | Wile E. și Road Runner          | 1949-09-17      | LTPC Volume 1, Disc 1 și LTGC Volume 1, Disc 3                                                                          | Da                       | Da      | - Prima apariție a lui Wile E. Coyote și Road Runner. |
| Each Dawn I Crow          | Cioară în zori de zi         | MM    | I. Freleng       | Elmer                           | 1949-09-24      | Realizarea pe DVD a lui Each Dawn I Die (nerestaurat)                                                                   |                          | Da      | |
| Frigid Hare               | Iepurele glacial             | MM    | Charles M. Jones | Bugs, Playboy                   | 1949-10-08      | LTGC Volume 1, Disc 3                                                                                                   |                          | Nu      | - Prima apariție a pinguinului Playboy. |
| Swallow The Leader        |                              | LT    | Robert McKimson  |                                 | 1949-10-15      | LTGC Volume 4, Disc 4                                                                                                   |                          | Da      | |
| Bye, Bye Bluebeard        | Adio barbă albastră          | MM    | Arthur Davis     | Porky                           | 1949-10-22      | LTGC Volume 3, Disc 3                                                                                                   |                          | Da      | |
| For Scent-imental Reasons | Motiv sentimental            | LT    | Charles M. Jones | Pepé, Pisica Penelope           | 1949-11-12      | LTPC Volume 1, Disc 1, LTGC Volume 1, Disc 3, Academy Awards Animation Collection și Zee Best of Zee Best               | Da                       | Da      | - Singurul desen Pepe LePew care a câștigat un Oscar. - Prima apariție a pisicii Penelope. |
| Hippety Hopper            | Șoarece australian           | MM    | Robert McKimson  | Hippety, Sylvester, Hector      | 1949-11-19      | LTGC Volume 6, Disc 1 (vizionare specială)                                                                              |                          | Da      | |
| Which Is Witch            |                              | LT    | I. Freleng       | Bugs                            | 1949-12-03      | |                          | Nu      | |
| Bear Feat                 |                              | LT    | Charles M. Jones | Cei trei urși                   | 1949-12-10      | LTGC Volume 6, Disc 1                                                                                                   |                          | Yes     | |
| Rabbit Hood               |                              | MM    | Charles M. Jones | Bugs                            | 1949-12-24      | LTGC Volume 4, Disc 1 and LTPC Volume 1, Disc 1                                                                         | Da                       | Da      | |
| A Ham in a Role           |                              | LT    | Robert McKimson  | Goofy Gophers                   | 1949-12-31      | LTGC Volume 6, Disc 1                                                                                                   |                          | Da      | - Titlurile originale restaurate pe DVD și YouTube. |

## Vezi și
- Looney Tunes
- Merrie Melodies
- Filmografia Looney Tunes și Merrie Melodies